# خط طول 66° غرب
خط طول 66° غرب هو أحد خطوط الطول الجغرافية، والتي تمتد من القطب الشمالي الجغرافي إلى القطب الجنوبي الجغرافي، وحسب التحويل الزمني يتأخر خط طول 66° غرب عن خط غرينتش بـ4 ساعات و24 دقيقة.

## من القطب إلى القطب
ينطلق خط طول 66° غرب من القطب الشمالي نحو القطب الجنوبي مرورا بالمناطق التي ترد في الجدول التالي:
| الإحداثيات                         | البلد أو الإقليم أو البحر | ملاحظات |
| ---------------------------------- | ------------------------- | --- |
| 90°0′N 66°0′W / 90.000°N 66.000°W  | المحيط المتجمد الشمالي    | |
| 83°15′N 66°0′W / 83.250°N 66.000°W | بحر لنكولن                | |
| 82°50′N 66°0′W / 82.833°N 66.000°W | كندا                      | نونافوت — جزيرة إليسمير |
| 81°13′N 66°0′W / 81.217°N 66.000°W | مضيق ناريس                | |
| 80°37′N 66°0′W / 80.617°N 66.000°W | جرينلاند                  | |
| 80°0′N 66°0′W / 80.000°N 66.000°W  | مضيق ناريس                | حوض كين [لغات أخرى]‏ |
| 79°8′N 66°0′W / 79.133°N 66.000°W  | جرينلاند                  | |
| 76°2′N 66°0′W / 76.033°N 66.000°W  | خليج بافن                 | |
| 70°0′N 66°0′W / 70.000°N 66.000°W  | مضيق دافيس                | |
| 68°1′N 66°0′W / 68.017°N 66.000°W  | كندا                      | نونافوت — Cumberland Peninsula, بافن (جزيرة)                                                                                  |
| 66°6′N 66°0′W / 66.100°N 66.000°W  | مضيق دافيس                | خليج كمبرلاند ساوند [لغات أخرى]‏                                                                                               |
| 64°50′N 66°0′W / 64.833°N 66.000°W | كندا                      | نونافوت — Hall Peninsula, بافن (جزيرة)                                                                                        |
| 62°57′N 66°0′W / 62.950°N 66.000°W | خليج فروبيشر [لغات أخرى]‏  | |
| 62°15′N 66°0′W / 62.250°N 66.000°W | كندا                      | نونافوت — Meta Incognita Peninsula, بافن (جزيرة)                                                                              |
| 61°52′N 66°0′W / 61.867°N 66.000°W | مضيق هدسون                | |
| 60°30′N 66°0′W / 60.500°N 66.000°W | Ungava Bay                | |
| 58°58′N 66°0′W / 58.967°N 66.000°W | كندا                      | كيبك نيوفاوندلاند واللابرادور — لابرادور, من 54°56′N 66°0′W / 54.933°N 66.000°W Quebec — من 52°4′N 66°0′W / 52.067°N 66.000°W |
| 50°16′N 66°0′W / 50.267°N 66.000°W | خليج سانت لورنس           | |
| 49°13′N 66°0′W / 49.217°N 66.000°W | كندا                      | كيبك — غاسبيزيا |
| 48°9′N 66°0′W / 48.150°N 66.000°W  | Chaleur Bay               | |
| 47°55′N 66°0′W / 47.917°N 66.000°W | كندا                      | نيو برونزويك |
| 45°13′N 66°0′W / 45.217°N 66.000°W | خليج فندي                 | |
| 44°35′N 66°0′W / 44.583°N 66.000°W | كندا                      | نوفا سكوشا |
| 43°43′N 66°0′W / 43.717°N 66.000°W | المحيط الأطلسي            | |
| 18°27′N 66°0′W / 18.450°N 66.000°W | بورتوريكو                 | |
| 17°58′N 66°0′W / 17.967°N 66.000°W | البحر الكاريبي            | مرورا بشرق the جزيرة La Orchila, فنزويلا (في 11°52′N 66°5′W / 11.867°N 66.083°W)                                              |
| 10°24′N 66°0′W / 10.400°N 66.000°W | فنزويلا                   | |
| 0°48′N 66°0′W / 0.800°N 66.000°W   | البرازيل                  | الأمازون (ولاية) روندونيا — من 9°24′S 66°0′W / 9.400°S 66.000°W                                                               |
| 9°48′S 66°0′W / 9.800°S 66.000°W   | بوليفيا                   | |
| 21°55′S 66°0′W / 21.917°S 66.000°W | الأرجنتين                 | |
| 45°0′S 66°0′W / 45.000°S 66.000°W  | المحيط الأطلسي            | خليج سان جورج |
| 47°5′S 66°0′W / 47.083°S 66.000°W  | الأرجنتين                 | |
| 48°6′S 66°0′W / 48.100°S 66.000°W  | المحيط الأطلسي            | |
| 54°37′S 66°0′W / 54.617°S 66.000°W | الأرجنتين                 | الجزيرة الكبرى لأرض النار |
| 54°57′S 66°0′W / 54.950°S 66.000°W | المحيط الأطلسي            | |
| 60°0′S 66°0′W / 60.000°S 66.000°W  | المحيط الجنوبي            | |
| 65°33′S 66°0′W / 65.550°S 66.000°W | القارة القطبية الجنوبية   | Renaud Island — المطالب الإقليمية بالقارة القطبية الجنوبية by الأرجنتين, تشيلي و the المملكة المتحدة                          |
| 65°54′S 66°0′W / 65.900°S 66.000°W | المحيط الجنوبي            | |
| 66°39′S 66°0′W / 66.650°S 66.000°W | القارة القطبية الجنوبية   | المطالب الإقليمية بالقارة القطبية الجنوبية by الأرجنتين, تشيلي و the المملكة المتحدة                                          |